# Staroruština
Stará východní slovanština, staroruština či stará ruština (rusky древнерусский язык, ukrajinsky давньоруська мова, bělorusky старажытнаруская мова) byl jazyk, který používali v 6.–14. století východní Slované žijící v historické Rusi, tedy na území dnešního Běloruska, severní Ukrajiny, části evropského Ruska a několika východních vojvodství Polska.
Východoslovanské kmeny zpočátku hovořily v důsledku slabých vzájemných kontaktů kmenovými dialekty východní praslovanštiny. Podnětem pro vytvoření naddialektální podoby jazyka se stal vznik Kyjevské Rusi, na jejímž území se po přijetí křesťanství začalo rychle šířit písmo (cyrilice). K největšímu kulturnímu rozkvětu došlo za vlády Jaroslava Moudrého, avšak po jeho smrti se říše postupně rozkládala.
Rozdrobeným ruským knížectvím zasadil těžký úder mongolský vpád, který východoslovanské území rozdělil na izolované sféry vlivu. Následkem nového politického uspořádání se západní východoslovanská nářečí používaná na území Litevského velkoknížectví oddělila od východních dialektů budoucí ruské oblasti, jednotný starý východoslovanský jazyk zanikl a dal tak vzniknout svým následníkům. Ze západních dialektů se vyvinula rutenština – úřední jazyk Litevského velkoknížectví – a později její následníci běloruština, ukrajinština a rusínština. Východní dialekty přežívaly jako hovorový jazyk, zatímco pro úřední a církevní účely byla používána církevní slovanština; pod jejím vlivem se z moskevského dialektu na pomezí polotsko-rjazaňské a novgorodsko-suzdalské jazykové oblasti později vyvinula střední ruština.

## Terminologie
Termín stará východní slovanština se používá v kontextu rodiny moderních východoslovanských jazyků. Není však používán univerzálně. Zejména ve starší literatuře je často označován jako stará ruština nebo staroruština, což může být nověji považováno za anachronismus, protože počáteční fáze jazyka, který je tímto pojmem označován, předcházejí diferenciaci dialektů, z nichž se teprve později vyvinuly moderní východoslovanské jazyky. Stará východní slovanština není o nic více starou formou ruštiny, než je latina starou formou španělštiny, stejně tak by mohla být nazývána stará běloruština nebo stará ukrajinština. Řada autorů proto navrhuje jako vhodnější používat termín stará východní slovanština nebo společná východní slovanština. V češtině i starý jazyk východních Slovanů. Termín stará ruština se rovněž používá k označení psaného jazyka v Rusku až do 18. století, kdy se stala moderní ruštinou; jiní autoři pro pozdější období používají označení střední ruština a raná stádia jazyka často nazývají starou východní slovanštinou. Jazyk navazující na společný jazyk východních Slovanů na územích ovládaných Moskvou se někdy označuje jako střední ruština nebo velkoruština.
V cizojazyčné literatuře je někdy používáno označení odvozené od názvu státního území, v němž byl používán – Rus, protože Rusko v té době ještě neexistovalo, tj. namísto Old Russian (odvozené od Russia - Rusko) se objevuje Old Rus’ian, Old Rusan, Rusan, nebo jen Rus. Tyto varianty jsou však používány zřídka.
Ukrajinsko-americký lingvista George Shevelov používal pro označení hypotetického jednotného jazyka východních Slovanů na území (Kyjevské) Rusi termín obecná ruština nebo společná východní slovanština. Označuje však koncept takového jazyka za umělý a obhajuje tezi (podporovanou i dalšími autory), že již v té době existovaly čtyři jazykové skupiny a společný jazyk Rusi nebyl jejich předchůdcem, ale snahou o jejich sjednocení, která zanikla s rozpadem Rusi ve 12. století.
Americký slavista Alexander M. Schenker poukázal na to, že moderní termíny pro středověký jazyk východních Slovanů se liší v závislosti na politickém kontextu autora. Navrhl proto používat neutrální termín východní slovanština.
Vedle toho byla na území Rusi paralelně používána církevní slovanština, která se vyvinula ze staroslověnštiny a později měla výrazný vliv na vývoj ruštiny.

## Periodizace
- východoslovanština (6. stol. – 9. stol.) – Šíření slovanské řeči na území východní Evropy, kde dochází k jejímu ovlivňování neslovanskými jazykovými systémy.[22]
- raná staroruština (konec 9. stol. – 12. stol.) – Utváření jazyka staroruského etnika v souvislosti se vznikem Kyjevské Rusi.[23]
- pozdní staroruština: (12. stol. – konec 14. stol.) – Vyčleňování velkých jazykových zón za působení konvergenčních[24] i divergenčních[25] procesů.

## Písmo

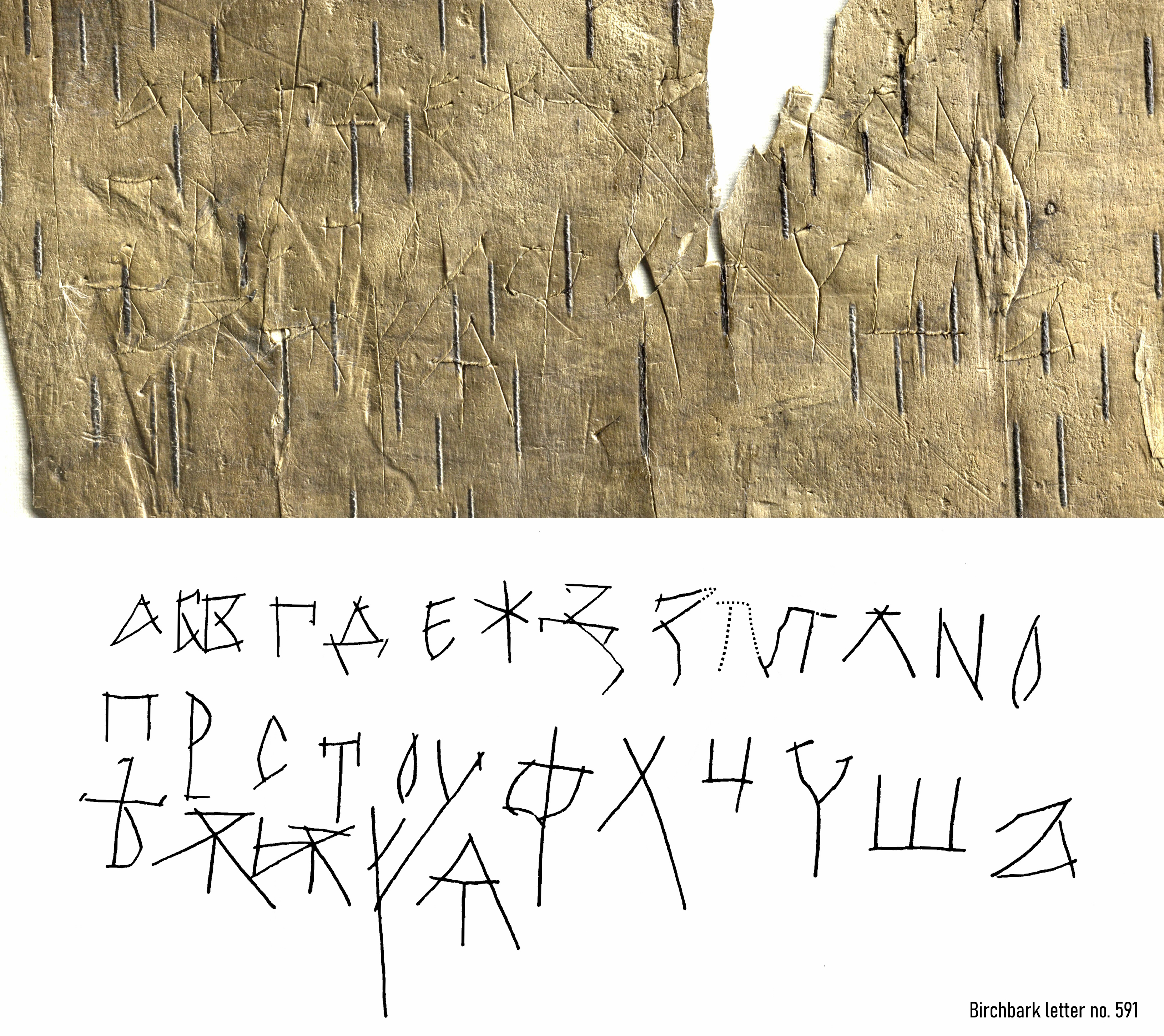
Cyrilská abeceda na březové kůře (1025–1050)

Pro zápis jazyka se používala výhradně cyrilice. Literární památky psané hlaholicí na území Kyjevské Rusi nalezeny nebyly, dochovaly se však hlaholské graffiti a jejich zlomky (např. v novgorodském chrámu sv. Sofie).
Cyrilice vznikala postupně z řecké alfabety doplňováním hlásek, které byly řečtině cizí. Rozšiřování abecedy probíhalo v několika krocích – nejprve do ní byla zahrnuta písmena б ж ш, posléze ѕ ц ч, a nakonec ъ ѣ ѫ ѭ ю ѧ. Nová souhláska zaujímala zpravidla místo před foneticky nejbližší souhláskou a samohláska byla přidávána na konec abecedy. V dalším vývoji pak docházelo k vypouštění řeckých písmen nemajících v slovanské řeči přímý protějšek.
Nejstarší dochovaná varianta cyrilské abecedy se nachází na stěně kyjevského chrámu sv. Sofie a pochází z 11. stol. Má celkem 27 písmen, jejichž pořadí přesně odpovídá řecké abecedě (а б в г д є ж з и ѳ ı к л м н ѯ о п р с т у ф х ш щ ѡ). Zajímavé je, že řecké písmeno ψ zde bylo přehodnoceno jako щ a grafém у ještě není zaměněn ligaturou ѹ.
Slova se v zápisu obvykle neoddělují. V závislosti na období vzniku a účelu textu se rozlišují tři grafické systémy:
- jednojerové psaní – rozšířené v počátcích ruského písemnictví. Místo dvou jerů se používal pouze jer tvrdý ъ. V památkách knižní povahy byl tento grafický systém nahrazen už v 2. pol. 11. stol. knižním psaním, které lépe odpovídalo fonologii jazyka. V neformální korespondenci se jednojerový pravopis udržel do 1. pol. 12. stol, kdy byl vytlačen běžným psaním.

- knižní psaní – nejznámější grafický systém, používaný v knižních písemných památkách přibližně od 2. pol. 11. stol. Výběr písmen zde podléhá přísným pravidlům, která nedovolují variace charakteristické pro ostatní způsoby psaní.

- běžné psaní – používané od 12. stol. pro neformální korespondenci. Podle pravidel tohoto psaní jsou páry o a ъ resp. є a ь považovány za rovnocenné varianty a je možná jejich libovolná záměna. Písmeno jať ѣ lze v písmu taktéž zaměnit za є (či ь). Tato volnost odlišuje dopisy na březové kůře od knižních dokumentů staré Rusi.

Nejstarším dochovaným záznamem ruského jazyka je Gnězdovský nápis, který lze datovat do 10. stol. Jedná se o na džbánu vyrytý cyrilský nápis горѹхща, jehož čtení i interpretace je dodnes předmětem sporů. Podle některých badatelů jde o hořčici či hořlavinu, podle jiných o jméno vlastníka. Tento nález svědčí o tom, že písmo na Rusi od počátku nacházelo mnohostranné využití.

## Hláskosloví
V raném období se zachovává praslovanský zákon otevřených slabik, který umožňuje existenci pouze těch slabik, které jsou zakončeny samohláskou.
Uvedený zákon dal vzniknout tzv. plnohlasí, tj. změně *or, *ol, *er, *el → oro, olo, ere, olo v pozici mezi souhláskami (psl. *korva → strus. корова). Během raného období se plnohlasí na velké části území ještě nestačilo plně zformovat. Pozdní vznik plnohlasí dnes připomínají především nářeční slova, přičemž některá se dokázala prosadit i ve spisovném jazyce (srov. rus. по́лымя).
V pozici před souhláskou tento zákon působil změnu náslovného *or, *ol s intonací akutovou → ra, la (psl. *òrdlo → strus. ра́ло), zatímco *or, *ol s intonací cirkumflexovou → ro, lo (psl. *ȍlkъtь → strus. ˉлокъть).

### Souhlásky
Ve východoslovanské oblasti se vyvinulo temné /ɫ/, o jehož existenci svědčí změna kvality samohlásky ve skupině *TьlT → TъlT a podobně motivovaný rozvoj plnohlasí *TelT → *TolT → ToloT. Mezi souhláskami chyběl zvuk /f/, který se objevoval pouze v slovech cizího původu a ve výslovnosti byl zaměňován za /p/ nebo /x/. Obdobně bylo labiodentální /v/ ve výpůjčkách často nahrazováno hláskou /b/.
Zpočátku se souhlásky rozlišovaly tvrdé, měkké a poloměkké. Poloměkce se vyslovovaly původní tvrdé souhlásky před předními samohláskami. V průběhu 11. stol. došlo ke splynutí poloměkkých souhlásek s měkkými.
Historicky tvrdé byly veláry /k/, /g/, /x/, alveoláry /t/ a /d/, jejichž změkčené protějšky podlehly změně *tj, *dj → /č/, /ž/, a labiály /p/, /b/, /w/, /m/, u jejichž měkkých variant se objevilo tzv. epentetické /l'/: *pj, *bj, *vj, *mj → pľ, bľ, vľ, mľ. Měkké bez tvrdého protějšku byly souhlásky /š'/, /ž'/, /č'/, /c'/ a /j/. Párovou měkkostí byly spjaty alveoláry /s/ – /s'/, /z/ – /z'/, /n/ – /n'/, /ɫ/ – /l'/ a /r/ – /r'/.
Systém souhlásek staroruského jazyka 11. stol. lze rekonstruovat následovně:
|           |           | labiála     | labiála     | alveolára   | alveolára   | postalveolára | postalveolára | palatála | palatála | velára | velára |
| neznělá   | znělá     | neznělá     | znělá       | neznělá     | znělá       | neznělá       | znělá         | neznělá  | znělá    |        |        |
| --------- | --------- | ----------- | ----------- | ----------- | ----------- | ------------- | ------------- | -------- | -------- | ------ | ------ |
| obstruent | exploziva | п /p/, /p'/ | б /b/, /b'/ | т /t/, /t'/ | д /d/, /d'/ |               |               |          |          | к /k/  | г /g/¹ |
| obstruent | frikativa |             | в /w/, /w'/ | с /s/, /s'/ | з /z/, /z'/ | ш /š'/        | ж /ž'/        |          | и /j/    | х /x/  |        |
| obstruent | afrikáta  |             |             | ц /t͡s'/     |             | ч /t͡š'/       | ч /d͡ž'/²      |          |          |        |        |
| sonora    | nazála    | м /m/, /m'/ | м /m/, /m'/ | н /n/, /n'/ | н /n/, /n'/ |               |               |          |          |        |        |
| sonora    | laterála  |             |             | л /ɫ/, /l'/ | л /ɫ/, /l'/ |               |               |          |          |        |        |
| sonora    | vibranta  |             |             | р /r/, /r'/ | р /r/, /r'/ |               |               |          |          |        |        |

¹ Na jihu se z raženého ražené /g/ vyvinulo frikativní /ɣ/. Tato odlišnost je zároveň jedním z nejstarších dialektálních rysů výchoslovanských nářečí.
² Tato výslovnost se zachovala ve skupině /žd͡ž'/, zachycené v písmu jako жч.

### Samohlásky
Podstatnou fonologickou inovací jazyka byl zánik opozice krátkých a dlouhých samohlásek. Kdy přesně kvantitativní rozdíly mezi samohláskami zanikly, není zcela známo. V pozdním období však již neexistují žádné věrohodné doklady existence této opozice.
V předhistorickém období zanikly nosovky, které nabyly nové hláskové kvality ѫ /ǫ/ → /u/, ѧ /ę/ → /ä/. Už v nejstarších východoslovanských literárních památkách je tak běžná záměna písmen ѫ a ѹ resp. ѧ a ıа. U omezené skupiny slov proběhla změna náslovného *(j)e → о (psl. *jezero → strus. озєро). Tento děj zasáhl také vlastní jména cizího původu (stsev. Helga → strus. Ольга).
Praslovanské samohlásky *y, *ъ resp. *i, *ь v těsné blízkosti hlásky -j- splynuly a vytvořily tzv. napjaté jery *ъ̂, *ь̂, které se v staroruských dialektech dále vyvíjely různým způsobem:
- *yj, *ъj → *ъ̂j → dial. yj, oj, ъj (psl. *moldъjь, *myjǫ → ukr. молоди́й, ми́ю × rus. молодо́й, мо́ю × rus. dial. молодə́й, мə́ю (Pskov))
- *ij, *ьj → *ь̂j → dial. ij, ej, ьj (psl. *šija → ukr. ши́я × rus. ше́я × strus. dial. шья (Žití sv. Nifonta))[55]
- *ji, *jь → *jь̂  → dial. jь, ji (psl. *jьdǫ, *5 ajьcь → ukr. йду, 5 яє́ць × rus. иду́, 5 яи́ц)[56]

Změkčení poloměkkých souhlásek způsobilo těsné sblížení barvy souhlásky a samohlásky v rámci slabiky. Protiklad předního a nepředního místa artikulace samohlásek dal vzniknout opozici předních a nepředních slabik typu: *ťi ~ *ty, *ťü ~ *tu, *tě ~ *to, *ťь ~ *tъ, *ťä ~ *ta.
Inventář samohlásek staroruského jazyka 11. stol. a odpovídající grafémy knižního typu lze rekonstruovat takto:
|          | přední      | střední | zadní  |
| -------- | ----------- | ------- | ------ |
| zavřená  | и /i/ ю /ü/ | ъı /y/  | ѹ /u/  |
| zavřená  | ь /ĭ/¹      |         | ъ /ŭ/¹ |
| středová | ѣ /ê/²      |         |        |
| středová | є /e/       |         | о /o/³ |
| otevřená | ѧ /ä/       |         |        |
| otevřená | а /a/       |         |        |

¹ Na výslovnost blízkou k /i/ a /u/ ukazují baltofinské výpůjčky (strus. крьстъ → fin. risti; strus. бълванъ → fin. pulvana). Na přelomu raného a pozdního období dochází k vokalizaci jerů. Podle tradičního schématu se mění sudé jery ъ → /o/ resp. ь → /e/.
² Realizace písmene jať ѣ byla úzká /ê/ na většině východoslovanského území. Počínaje pozdním obdobím se v některých dialektech dále zúžila na /i/. V části severozápadních dialektů naopak existovala široká realizace /ä/, která se odráží v baltofinských přejímkách (strus. грѣхъ → fin. räähka) a v moderních ruských nářečích (např. яла „jedla“, кяп „cep“).
³ V pozdním období se /o/ pod autonomním přízvukem či v zavřené slabice úží v /ô/. V dobových literárních památkách se tato hláska zapisuje pomocí písmene omega ѡ.

### Vývoj hláskosloví
Nejdůležitější fonetické změny v jazyce jsou uvedeny chronologicky níže:
- 2. pol. 9. stol.[66] - zánik nosovek
- 11. stol. - změkčení poloměkkých souhlásek¹
- ~ pol. 12. stol. - vokalizace jerů
- 12.-15. stol. - změna /'e/ → /'o/ před tvrdou souhláskou
- 12.-15. stol. - změkčení velár
- do 14. stol. - vznik akání²
- 14. stol. - ztvrdnutí /š'/, /ž'/

¹ Je možné, že na jihu a severozápadě Rusi existovaly dialekty, jimž se změkčení vyhnulo.
² Akání se rozšířilo pouze na území dnešního Běloruska, jižního Ruska a severní Ukrajiny.

### Přízvuk
Systém přízvuků rané fáze staroruštiny byl do značné míry podobný systému praslovanskému, který rozlišoval tři slabičné intonace (akut, neoakut, cirkumflex). Na rozdíl od praslovanštiny však na východoslovanské půdě neexistovala fonologická opozice akut–neoakut a systém tak rozlišoval autonomní přízvuk na místě akutu i neoakutu a automatický přízvuk odpovídající cirkumflexu.
Z fonologického hlediska spadaly všechny plnovýznamové slovní tvary do dvou kategorií. Rozlišovala se tzv. ortotona, provázená autonomním přízvukem, spjatým neodlučitelně s jednou ze slabik (např. головá, бъıлá), a enklinomena, která vlastní přízvuk neměla a v izolované pozici nabývala určitého prozodického zesílení na první slabice. Taková realizace fonetického slova se od autonomního přízvuku na první slabice lišila a označuje se jako automatický přízvuk (např. ˉголовѹ, ˉбъıло).
Kmeny ohebných slov lze v souvislosti s výše uvedeným rozdělit na tři akcentuační paradigmata:
(a) - Slova mají pouze ortotonické tvary se stálým přízvukem na kmeni, který si zachovává svou pozici zpravidla i v odvozených slovech:
сва́тъ -а, сва́тьба, srov. сва́тити сѧ
вѣ́ра -ъı, вѣ́рьнъıи, srov. вѣ́рити
чю́до -а, чю́дьнъıи, srov. чю́дити сѧ
(b) - Slova mají ortotonické tvary na první slabice koncovky nebo na poslední slabice kmene (došlo-li k couvnutí přízvuku z lichého jeru či nepočátečního vokálu s cirkumflexovou intonací):
коро́ль -ѧ́, король́къ, королє́ва
жєна́ -ъ́ı, жє́нъка, жє́ньскъıи, srov. жєни́ти сѧ
пєро́ -а́, пє́рьє, пє́рьнатъıи
(c) - Některé tvary jsou ortotonické, jiné patří mezi enklinomena. V tomto případě je rozhodující dominance jednotlivých morfů:
ˉгородъ -а, ˉза городъ, городъ́къ, городьскъ́ıи, srov. городи́ти
вода́ -ъ́ı, ˉна водѹ, во́дъка, водьнъ́ıи
ˉѹхо -а, ˉпо ѹши, ѹшько́, ѹшьнъ́ıи
Zánik rozdílnosti autonomního a automatického přízvuku vedl ke vzniku jediného dynamického přízvuku, který známe ze současných východoslovanských jazyků. Z původních enklinomen se staly tvary s přízvukem na první slabice fonetického slova (např. ˉнє бъıло → нє́ бъıло). V jakém období tato změna nastala není přesně známo. Předpokládá se, že neproběhla současně na celém území a časově nebyla příliš vzdálena od zániku jerů. Z druhé strany je tato změna vymezena vznikem akání, v němž už se původní rozdíly mezi přízvuky neodráží.

## Tvarosloví a skladba
Jména a slovesa mají společnou kategorii gramatického čísla (singulár, duál, plurál). Oproti moderním východoslovanským jazykům se běžně užívá dvojného čísla, které mizí teprve počátkem pozdního období.

### Podstatná jména
Stará ruština rozeznává trojí rod (maskulinum, femininum, neutrum) a 7 mluvnických pádů (nominativ, genitiv, dativ, akuzativ, vokativ, lokativ, instrumentál).
Při skloňování se dále uplatňuje zakončení kmene, označované na etymologickém základě podle starých indoevropských kmenů (ā-kmeny, o-kmeny, u-kmeny, i-kmeny, konsonantické kmeny). Přehled deklinačních typů substantiv je uveden v tabulce:
| singulár | nom.        | жєна   | дѹшѧ   | возъ   | сєло   | конь   | полє   | домъ   | пѹть   | кость   | (полѧнинъ)              | дъчи     | свєкръı    |
| singulár | gen.        | жєнъı  | дѹшѣ   | воза   | сєла   | конѧ   | полѧ   | домѹ   | пѹти   | кости   | dle o-kmenové deklinace | дъчєрє   | свєкръвє   |
| singulár | dat.        | жєнѣ   | дѹши   | возѹ   | сєлѹ   | коню   | полю   | домови | пѹти   | кости   | dle o-kmenové deklinace | дъчєри   | свєкръви   |
| singulár | akuz.       | жєнѹ   | дѹшю   | возъ   | сєло   | конь   | полє   | домъ   | пѹть   | кость   | dle o-kmenové deklinace | дъчєрь   | свєкръвь   |
| singulár | vok.        | жєно   | дѹшє   | возє   | сєло   | коню   | полє   | домѹ   | пѹти   | кости   | dle o-kmenové deklinace | дъчи     | свєкръı    |
| singulár | lok.        | жєнѣ   | дѹши   | возѣ   | сєлѣ   | кони   | поли   | домѹ   | пѹти   | кости   | dle o-kmenové deklinace | дъчєри   | свєкръви   |
| singulár | instr.      | жєною  | дѹшєю  | возъмь | сєлъмь | коньмь | польмь | домъмь | пѹтьмь | костью  | dle o-kmenové deklinace | дъчєрью  | свєкръвью  |
| duál     | nom.-akuz.  | жєнѣ   | дѹши   | воза   | сєла   | конѧ   | полѧ   | домъı  | пѹти   | кости   | dle o-kmenové deklinace | дъчєри   | свєкръви   |
| duál     | gen.-lok.   | жєнѹ   | дѹшю   | возѹ   | сєлѹ   | коню   | полю   | домовѹ | пѹтью  | костью  | dle o-kmenové deklinace | дъчєрѹ   | свєкръвѹ   |
| duál     | dat.-instr. | жєнама | дѹшѧма | возома | сєлома | конєма | полєма | домъма | пѹтьма | костьма | dle o-kmenové deklinace | дъчєрьма | свєкръвама |
| plurál   | nom.        | жєнъı  | дѹшѣ   | вози   | сєла   | кони   | полѧ   | домовє | пѹтьє  | кости   | полѧнє                  | дъчєри   | свєкръви   |
| plurál   | gen.        | жєнъ   | дѹшь   | возъ   | сєлъ   | конь   | поль   | домовъ | пѹтьи  | костьи  | полѧнъ                  | дъчєръ   | свєкръвъ   |
| plurál   | dat.        | жєнамъ | дѹшѧмъ | возомъ | сєломъ | конємъ | полємъ | домъмъ | пѹтьмъ | костьмъ | полѧмъ/полѧномъ         | дъчєрьмъ | свєкръвамъ |
| plurál   | akuz.       | жєнъı  | дѹшѣ   | возъı  | сєла   | конѣ   | полѧ   | домъı  | пѹти   | кости   | полѧнъı                 | дъчєри   | свєкръви   |
| plurál   | lok.        | жєнахъ | дѹшѧхъ | возѣхъ | сєлѣхъ | конихъ | полихъ | домъхъ | пѹтьхъ | костьхъ | полѧхъ/полѧньхъ         | дъчєрьхъ | свєкръвахъ |
| plurál   | instr.      | жєнами | дѹшѧми | возъı  | сєлъı  | кони   | поли   | домъми | пѹтьми | костьми | полѧми/полѧнъı          | дъчєрьми | свєкръвами |

¹ V důsledku první palatalizace před -e vok. sg. mužských o-kmenů dochází ke změně kmene zakončeného velárou -k-,-g-,-ch- → -č-,-ž-,-š- (např. богъ → божє). Podobně se následkem druhé palatalizace před -ě nebo -i diftongického původu mění kmen zakončený -k-,-g-,-ch- → -c-,-z-,-s- (např. нога → нозѣ).
² Pro o-kmeny je možné vyčlenit kategorii jmen osobních, kterou provázejí jisté tvaroslovné zvláštnosti. Už v nejstarších písemných památkách se tato kategorie projevuje splýváním tvaru akuz. a gen. sg. u vlastních jmen a apelativ, která označují osobu mužského rodu. V dat. sg. těchto jmen se nezřídka objevuje koncovka -ovi (či -evi).
³ Konsonantická deklinace se zachovala v úplnosti pouze u jmen označujících osoby. Její pozůstatky přežívaly také v gen. pl. maskulin локътъ, ногътъ, полътъ a дьнъ (srov. rus. dial. дён). Ostatní konsonantické kmeny zpravidla přizpůsobily skloňování jiným deklinačním typům; s původní koncovkou gen. a lok. sg. -e se lze setkat pouze v knižních textech.
Pro toponyma je příznačné užívání bezpředložkového lokativu ve významu setrvávání uvnitř a bezpředložkového dativu s významem pohybu dovnitř (např. Къıєвъ → Къıєвѣ „v Kyjevě“ × Къıєвѹ „do Kyjeva“). Předložkové vazby se od počátku vyskytují pouze u ā-kmenů (např. Рѹса → въ Рѹсѣ × въ Рѹсѹ):
кѹпилъ єси робѹ плъсковє – „Koupil jsi nevolnici ve Pskově.“ [dopis č. 109 – 12. stol.]
шьль ти єсьмъ кучькъву – „Šel jsem do Kučkova.“ [dopis č. 723 – 12. stol.]
Jména hromadná označující skupinu lidí (např. рѹсь, господа, братьѧ, дрѹжина) se s přísudkem shodují zpravidla ad sensum (přísudek stojí v plurálu):
поєдуть дружина савина чадь – „Pojede družina, Sávovi lidé.“ [dopis č. 69 – 13. stol.]
какъ сє гсдо мною попєцалуѥтє и моими дѣтми – „Jak se, pánové, postaráte o mne a mé děti?“ [dopis č. 49 – 15. stol.]

### Přídavná jména
Výrazné zjednodušení distribuce přídavných jmen mezi jednotlivé deklinační typy proběhlo už v praslovanštině. Přídavná jména náleží pouze skupině původních o-kmenů a ā-kmenů, při jejichž tvoření se uplatňuje výhradně hledisko rodu.
Tvary adjektiv se rozlišují složené a jmenné. Jejich významový rozdíl se však již na počátku písemnictví začal stírat.
- Jmenné tvary se zpočátku téměř neodlišují od podstatných jmen. Jediným morfologickým rozdílem je nahrazení původního tvaru vokativu nominativem.[89] V pozdním období začíná sbližování se složenými tvary ve všech pádech kromě nom. a akuz.[90]

- Složené tvary jsou rozšířeny o zájmeno *jь, které zde mělo původně platnost určitého členu. Tyto tvary prošly velmi brzy vývojem, který je přiblížil skloňování zájmen:[88][91]

|          |             | tvrdá varianta | tvrdá varianta | tvrdá varianta | měkká varianta | měkká varianta | měkká varianta |
| m.       | n.          | f.             | m.             | n.             | f.             |                |                |
| -------- | ----------- | -------------- | -------------- | -------------- | -------------- | -------------- | -------------- |
| singulár | nom.        | новъıи         | новоє          | новаѧ          | синии          | синєє          | синѧѧ          |
| singulár | gen.        | нового         | нового         | новоѣ          | синєго         | синєго         | синєѣ          |
| singulár | dat.        | новомѹ         | новомѹ         | новои          | синємѹ         | синємѹ         | синєи          |
| singulár | akuz.       | новъıи         | новоє          | новѹю          | синии          | синєє          | синюю          |
| singulár | lok.        | новомь         | новомь         | новои          | синємь         | синємь         | синєи          |
| singulár | instr.      | новъıмь        | новъıмь        | новою          | синимь         | синимь         | синєю          |
| duál     | nom.-akuz.  | новаѧ          | новѣи          | новѣи          | синѧѧ          | синии          | синии          |
| duál     | gen.-lok.   | новѹю/новою    | новѹю/новою    | новѹю/новою    | синюю          | синюю          | синюю          |
| duál     | dat.-instr. | новъıима       | новъıима       | новъıима       | синиима        | синиима        | синиима        |
| plurál¹  | nom.        | новии          | новаѧ          | новъıє         | синии          | синѧѧ          | синѣє          |
| plurál¹  | gen.        | новъıихъ       | новъıихъ       | новъıихъ       | синиихъ        | синиихъ        | синиихъ        |
| plurál¹  | dat.        | новъıимъ       | новъıимъ       | новъıимъ       | синиимъ        | синиимъ        | синиимъ        |
| plurál¹  | akuz.       | новъıє         | новаѧ          | новъıє         | синѣє          | синѧѧ          | синѣє          |
| plurál¹  | lok.        | новъıихъ       | новъıихъ       | новъıихъ       | синиихъ        | синиихъ        | синиихъ        |
| plurál¹  | instr.      | новъıими       | новъıими       | новъıими       | синиими        | синиими        | синиими        |
¹ Od 13. stol. se v nepřímých pádech plurálu objevují stažené tvary (např. новъıхъ, новъıмъ, новъıми).
Komparativ se tvoří připojením přípony -ějьš- (-ajьš-) nebo -'ьš- k adjektivnímu kmeni. Výjimku tvoří tvar nom.-akuz. sg. mužského a středního rodu, kde chybí -š (např. новѣи, хѹжии). Tvary komparativu mohou mít též funkci superlativu:
а хоцѹ ти въıрѹти въ тѧ лѹцьшаго новъгорожѧнина – „Hodlám kvůli tobě zabavit zboží nejváženějšího Novgoroďana!“ [dopis č. 246 – 11. stol.]

### Zájmena
Staroruská zájmena se dělí na 2 velké skupiny – bezrodá, která nerozlišují rod, a rodová, rozlišující trojí rod.
- Osobní zájmena 1. a 2. osoby a zájmeno zvratné se řadí mezi bezrodá zájmena. U těchto zájmen rozlišujeme v dat. a akuz. příklonné (krátké) a plnopřízvučné (dlouhé) tvary.

Příklonné tvary dativu se používají v nepřízvučné pozici a dlouhé tvary při logickém důrazu nebo po předložce. Na rozdíl od krátkých tvarů dativních se krátké akuzativní tvary běžně používají i po předložce. Původními akuzativními tvary byly totiž tvary krátké, které se používaly s důrazem i bez důrazu, a až v předliterárním období začaly do akuzativu pronikat tvary genitivu, považované za nositele důrazu.
Přehled tvarů bezrodých zájmen je uveden v tabulce:
|              | singulár | singulár | duál     | duál     | plurál    | plurál    | zvratné zájmeno |
| 1. os.       | 2. os.   | 1. os.   | 2. os.   | 1. os.   | 2. os.    |           | zvratné zájmeno |
| ------------ | -------- | -------- | -------- | -------- | --------- | --------- | --------------- |
| nominativ¹   | ѧзъ/ѧ    | тъı      | вѣ       | ва       | мъı       | въı       | —               |
| genitiv      | мєнє     | тєбє     | наю      | ваю      | насъ      | васъ      | сєбє            |
| dativ        | мънѣ, ми | тобѣ, ти | нама, на | вама, ва | намъ, нъı | вамъ, въı | собѣ, си²       |
| akuzativ     | мєнє, мѧ | тєбє, тѧ | наю, на  | ваю, ва  | насъ, нъı | васъ, въı | сєбє, сѧ        |
| lokál        | мънѣ     | тобѣ     | наю      | ваю      | насъ      | васъ      | собѣ            |
| instrumentál | мъною    | тобою    | нама     | вама     | нами      | вами      | собою           |
¹ Funkci příklonných variant osobních zájmen v nominativu plní odpovídající tvary prézentu slovesa бъıти.
² Zvratné zájmeno си se již v předhistorické době změnilo v částici. Ve své původní funkci je doloženo pouze u zvratných sloves.
Osobní zájmeno 3. os. se ve funkci podmětu v nejstarších textech nepoužívá. V kombinaci se spojkami жє, а, и může být jeho role zastoupena ukazovacím zájmenem онъ nebo тъ. V nepřímých pádech plní funkci osobního zájmena 3. os. zájmeno *jь, které má po předložkách variantní tvary začínající na n- (např. нь, нєго, ню).
Vzory zájmenného skloňování jsou uvedeny níže:
|          |             | tvrdá varianta | tvrdá varianta | tvrdá varianta | měkká varianta | měkká varianta | měkká varianta |
| m.       | n.          | f.             | m.             | n.             | f.             |                |                |
| -------- | ----------- | -------------- | -------------- | -------------- | -------------- | -------------- | -------------- |
| singulár | nom.        | тъ             | то             | та             | *jь            | *je            | *ja            |
| singulár | gen.        | того           | того           | тоѣ            | єго            | єго            | єѣ             |
| singulár | dat.        | томѹ           | томѹ           | тои            | ємѹ            | ємѹ            | єи             |
| singulár | akuz.       | тъ             | то             | тѹ             | и              | є              | ю              |
| singulár | lok.        | томь           | томь           | тои            | ємь            | ємь            | єи             |
| singulár | instr.      | тѣмь           | тѣмь           | тою            | имь            | имь            | єю             |
| duál     | nom.-akuz.  | та             | тѣ             | тѣ             | *ja            | *ji            | *ji            |
| duál     | gen.-lok.   | тою            | тою            | тою            | єю             | єю             | єю             |
| duál     | dat.-instr. | тѣма           | тѣма           | тѣма           | има            | има            | има            |
| plurál¹  | nom.        | ти             | та             | тъı            | *ji            | *ja            | *jě            |
| plurál¹  | gen.        | тѣхъ           | тѣхъ           | тѣхъ           | ихъ            | ихъ            | ихъ            |
| plurál¹  | dat.        | тѣмъ           | тѣмъ           | тѣмъ           | имъ            | имъ            | имъ            |
| plurál¹  | akuz.       | тъı            | та             | тъı            | ѣ              | ѧ              | ѣ              |
| plurál¹  | lok.        | тѣхъ           | тѣхъ           | тѣхъ           | ихъ            | ихъ            | ихъ            |
| plurál¹  | instr.      | тѣми           | тѣми           | тѣми           | ими            | ими            | ими            |
- Ukazovací – odrážejí tři stupně vzdálenosti od mluvčího. Zájmeno сь, poukazuje na předmět blízký k mluvčímu, тъ na předmět vzdálený od mluvčího ale blízký k posluchači a онъ na předmět vzdálený od mluvčího i posluchače.[99] Původně jednoslabičné tvary nom. sg. m. сь, тъ jsou po zániku jerů vytlačovány tvary s připojeným zájmenem *jь (*sьjь → сєи, *tъjь → тои) či tvary zdvojenými (*sьsь → сєсь, *tъtъ → тот).[100][101]

- Přivlastňovací – jsou odvozena indoevropskou přivlastňovací příponou *-ios jednak od pronominálních základů *m-, *tw-, *sw- (tj. мои, твои, свои) a jednak od genitivních tvarů *nasъ, *vasъ (tj. нашь, вашь).[102]

- Tázací – jsou tvořena od základu *k- (např. каковъıи, какъıи, коликъıи, которъıи, къто, къıи, чии, чьто).[103] Tvary nominativu zájmena къто, чьто vznikly složením tvarů *kъ, *čь a zesilující částice *to. Obdobným způsobem vznikla zájmena къıи, чии připojením zájmena *jь.[104]

- Vztažná – mají dva synonymní typy tvoření. První typ zahrnuje zájmena od základu *j- s připojenou částicí *-že,[105] která mohou být dále rozšířena o částici *to (např. ижє, ижє то). Druhou skupinou jsou tvary od základu *k- (shodné s tázacími zájmeny), které mohou být rozšířeny o částici *že nebo *to (např. къто, къто жє, къто то).[103][106]

- Záporná – tvoří se rozšířením tvaru tázacího zájmena o částici *ni-, která se v předložkových spojeních nachází před celým spojením. V raném období jsou tato zájmena dále provázena částicí *že (např. ничьто жє „nic“, ни на чьто жє „na nic“).[107][108]

- Neurčitá – ve významu libovolnosti se používají tvary shodné s tázacími zájmeny, které mohou být rozšířeny o částici *ljubo (např. къто любо „kdokoli“).[103][109] Ve významu vědomé neurčitosti se používají tvary tázacích zájmen s částicí *ně-, která se v předložkových spojeních nachází před celým spojením (např. нѣкъто „kdosi“, нѣ къ комѹ „k někomu“).[110]

### Číslovky
Podle významu a užití lze číslovky staré ruštiny rozdělit na základní, řadové, druhové a násobné. Často se zapisují pomocí cyrilských písmen opatřených titlem.
- Základní – tvoří různorodou skupinu z hlediska tvarosloví i skladby; jejich přehled je uveden v tabulce:[112][113]

| pořadí | cyril. | základní číslovka | pořadí | cyril. | základní číslovka         |
| ------ | ------ | ----------------- | ------ | ------ | ------------------------- |
| 1      | ҃а      | одинъ, -а, -о     | 20     | ҃к      | дъва дєсѧтє               |
| 2      | ҃в      | дъва, -ѣ, -ѣ      | 27     | -      | три дєсѧтє бєс трии[p. 2] |
| 3      | ҃г      | трьє, -и, -и      | 30     | ҃л      | три дєсѧтє                |
| 4      | ҃д      | чєтъıрє, -и, -и   | 40     | ҃м      | чєтъıрє дєсѧтє/сорокъ     |
| 5      | ҃є      | пѧть              | 50     | ҃н      | пѧть дєсѧтъ               |
| 6      | ҃ѕ      | шєсть             | 60     | ҃ѯ      | шєсть дєсѧтъ              |
| 7      | ҃з      | сємь              | 70     | ҃о      | сємь дєсѧтъ               |
| 8      | ҃и      | осмь              | 80     | ҃п      | осмь дєсѧтъ               |
| 9      | ҃ѳ      | дєвѧть            | 90     | ҃ч      | дєвѧносъто                |
| 10     | ҃ı      | дєсѧть            | 100    | ҃р      | съто                      |
| 15     | є҃ı     | пѧть на дєсѧтє    | 1000   | ҂а     | тъıсѧчѧ                   |
Číslovky одинъ, дъва a оба se skloňují podle tvrdého zájmenného vzoru (gen. одиного, дъвою, обою). Číslovka дъва se může skloňovat také jako o-kmenové substantivum (gen. дъвѹ). Nová koncovka nom.-akuz. duálu neuter -a začíná pronikat koncem 14. stol. (např. дъва лѣта).
Skloňování číslovky трьє je nejčastěji i-kmenové. Kromě něj se používají též alternativní tvary v dat. /trьjьmъ/, akuz. /trьji/, lok. /trьjьchъ/ a instr. /trьjьmi/ vzniklé podle analogie s číslovkou чєтъıрє. Samotná číslovka чєтъıрє má nepravidelné skloňování, částečně podle i-kmenové a částečně podle konsonantické deklinace.
Číslovky 5-10 se chovají jako i-kmenová substantiva ženského rodu, která se shodují v rodě s rozvíjejícím přívlastkem (a zčásti též s příčestím perfekta):
6 билъ моѧ – „6 mých veverek“ [dopis č. 754 – 14. stol.]
осьмь въıсѧгла – „osm /vojáků/ vyklouzlo“ [dopis č. 724 – 12. stol.]
Počítaný předmět stojí zpravidla v genitivu, nicméně již v nejstarším období lze najít případy, kdy se číslovka shoduje v pádě s počítaným předmětem:
на дєсѧти гривнъ – „za deset hřiven“ [dopis č. 420 – 13. stol.]
40ми рѣзанами – „ohledně 40 rezan“ [dopis č. 247 – 11. stol.]
Číslovka дєсѧть zachovává v ustrnulých spojeních archaické tvary podle konsonantické deklinace a poukazuje na svou dřívější příslušnost mezi maskulina. Jedná se zejména o gen. sg. дєсѧтє v číselných výrazech pro poloviny desítek (např. полъ вътора дєсѧтє, полъ трєтьѧ дєсѧтє), lok. sg. дєсѧтє ve spojení pro 11-19 (např. одинъ на дєсѧтє, дъва на дєсѧтє) a tvary nom. pl. дєсѧтє, gen. pl. дєсѧтъ ve složených tvarech desítek (např. чєтъıрє дєсѧтє, пѧть дєсѧтъ).
Slovo сорокъ je ve významu čísla 40 doloženo poprvé v druhé polovině 12. stol. a nadále si zachovává i původní význam měnové jednotky „svazek 40 sobolích kožešin“. Číslovka съто patří mezi o-kmenová neutra (složené tvary дъвѣ сътѣ, три съта, пѧть сътъ apod.). Do stejné skupiny patří také дєвѧносъто, doložené od druhé poloviny 12. stol. Skloňování číslovky тъıсѧчѧ je jā-kmenové (složené tvary дъвѣ тъıсѧчи, три тъıсѧчѣ, пѧть тъıсѧчь apod.).
- Dílové – tvoří zvláštní podskupinu číslovek základních.

Mezi nejpoužívanější patří полъ, половина, трєть a чєтвьрть. Číselné výrazy obsahující slovo полъ jsou značně rozšířeny na úkor složených číslovek označujících poloviny jednotek, desítek a stovek:
поло трєтиıа рублѧ – „dva a půl ruble“ [dopis č. 689 – 14. stol.]
полъ пѧта дєсѧтє гривьнъ – „čtyřicet pět hřiven“ [dopis č. 902 – 12. stol.]
избіша ихъ полѹтора ста – „Zabili jich sto padesát.“ [Synodální rukopis: Novgorodský první letopis, 1142]
Číslovky vyššího počtu se odvozují příponou -ina, ale jsou doloženy řídce a zvl. s posunutým významem (např. чєтвьртина „¼ kádě“ /dutá míra/, осмина „⅛ kádě“, дєсѧтина „desátek“).
- Řadové – adjektiva výhradně se složenými tvary (např. пьрвъıи, въторъıи, трєтии, чєтвьртъıи, пѧтъıи, шєстъıи, сємъıи, осмъıи, дєвѧтъıи, дєсѧтъıи). Pro číslovky druhé desítky se používají podobná spojení jako u základních číslovek (např. одинъıи на дєсѧтє, въторъıи на дєсѧтє).[119] S tvary jmennými se lze setkat pouze v ustrnulých spojeních.[118]

- Druhové – odvozují se od kmene číslovky příponou -er- a skloňují se jako adjektiva (např. чєтвєръ, пѧтєръ, шєстєръ, сємєръ, осмєръ, дєвѧтєръ, дєсѧтєръ). Výjimku tvoří tvary дъвои, обои, трои, které se touto příponou neodvozují a mají zájmennou flexi.[127]

- Násobné – tvoří se připojením tvaru -šьdy buď ke kmeni přes spojovací samohlásku (např. дъвошьдъı, тришьдъı, пѧтишьдъı, шєстишьдъı, сємишьдъı, осмишьдъı, дєвѧтишьдъı, дєсѧтишьдъı) nebo k nominativnímu tvaru základní číslovky (např. дъвашьдъı, чєтъıрєшьдъı). Mimo tento způsob tvoření stojí tvar одиною.[128][129]

### Slovesa
Z hlediska morfologie rozlišují slovesa kmen prézentní a infinitivní. Prézentní kmen končí vždy souhláskou a kromě prézenta se od něj tvoří přechodník přítomný a imperativ. Ostatní tvary jsou tvořeny od kmene infinitivního, který může být zakončen souhláskou nebo (častěji) samohláskou.
Podle prézentního kmene se slovesa dělí na atematická a tematická. U atematických sloves jsou koncovky prézentu připojeny bezprostředně ke kořeni. Ostatní slovesa jsou tematická, tj. mají kmenotvornou příponu.

#### Prézens
Význam prézentu je těsně svázán s problematikou vidu. V staroruštině již samotné rozlišování dokonavého a nedokonavého vidu prokazatelně existovalo, ačkoli zatím nemělo tak všeobecnou povahu, jako v současném jazyce. Mnohá slovesa (především bezpředponová) tak byla obouvidová a čistě vidové dvojice se nacházely teprve v procesu tvoření.
Nejstarším způsobem tvoření dokonavého vidu byla prefixace, při které dávala předpona slovesu nový význam či významový odstín (např. казати → съказати). Odvozování sekundárních imperfektiv se provádělo nejčastěji příponou -ъva- (např. съказати → съказъвати). Sekundární imperfektiva na -jati pak byla tvořena od imperfekta sloves na -iti (např. промъıслити → промъıшлѧти).
- Atematická slovesa tvoří prézens připojením koncovek -mь, -si, -tь, -vě, -ta, -ta, -my, -te, -jatь bezprostředně ke kořeni (v souladu s pravidly o kombinaci hlásek). Do této skupiny patří slovesa бъıти (kořen *es-), вѣдѣти (kořen *věd-), дати (kořen *dad-) a ѣсти (kořen *ěd-). Mezi atematické patří také knižní tvary slovesa имѣти (1. os. sg. имамь), kterým v dopisech odpovídají tvary tematické (1. os. sg. имѣю).[137][138]

Sloveso вѣдѣти je v korespondenci doloženo pouze v raném období a postupně je vytlačováno tematickým slovesem вѣдати (1. os. sg. вѣдаю).
Tvary prézentu slovesa бъıти (1. os. sg. єсмь) ve funkci spony (a též pomocného slovesa perfekta vyjma 3. os. všech čísel) jsou příklonné a používají se pouze při nevyjádřeném podmětu. Kromě nich existují plnopřízvučné tvary s významem „nacházet se, existovat“:
чємѹ нє восолєши чєто ти єсємо водала ковати – „Proč neposíláš, co jsem ti dala vykovat?“ [dopis č. 644 – 12. stol.]
єсть градъ мєжу нобомъ и зємлєю – „Je město mezi nebem a zemí.“ [dopis č. 10 – 14. stol.]
- Tematická slovesa tvoří prézens připojením koncovek -u, -ši, -tь, -vě, -ta, -ta, -mъ, -te, -utь/-jatь ke kmeni, který může podléhat změnám. Přehled základních typů časování je uveden v tabulce:[141]

|          |           | atematická slovesa | atematická slovesa | atematická slovesa | atematická slovesa | tematická slovesa | tematická slovesa |
| бъıти    | вѣдѣти    | дати               | ѣсти               | I. časování        | II. časování       |                   |                   |
| -------- | --------- | ------------------ | ------------------ | ------------------ | ------------------ | ----------------- | ----------------- |
| singulár | 1. os.    | єсмь               | вѣдѣ               | дамь               | ѣмь                | вєдѹ              | хожю              |
| singulár | 2. os.¹   | єси                | вѣси               | даси               | ѣси                | вєдєши            | ходиши            |
| singulár | 3. os.²   | єсть               | вѣсть              | дасть              | ѣсть               | вєдєть            | ходить            |
| duál     | 1. os.    | єсвѣ               | вѣвѣ               | давѣ               | ѣвѣ                | вєдєвѣ            | ходивѣ            |
| duál     | 2.-3. os. | єста               | вѣста              | даста              | ѣста               | вєдєта            | ходита            |
| plurál   | 1. os.    | єсмъı              | вѣмъı              | дамъı              | ѣмъı               | вєдємъ            | ходимъ            |
| plurál   | 2. os.    | єстє               | вѣстє              | дастє              | ѣстє               | вєдєтє            | ходитє            |
| plurál   | 3. os.²   | сѫть               | вѣдѧть             | дадѧть             | ѣдѧть              | вєдѹть            | ходѧть            |
¹ Nová tematická koncovka 2. os. sg. -šь se začíná objevovat od druhé poloviny 12. stol. Koncem pozdního období proniká i do odpovídajících atematických tvarů (např. даси → дашь).
² V dopisech se vyskytují též tvary bez -tь / -stь (např. є, ходѧ).

#### Minulé časy
Organizace a funkce systému staroruských minulých časů není v úplnosti jasná a jejím nejdiskutovanějším problémem je, jakého postavení nabyly prosté minulé časy – aorist a imperfektum. V 11.–13. stol je na Rusi možné předpokládat stav, kdy aorist sice chybí v hovorovém jazyce, ale běžně se používá v knižním stylu a mluvčí mu bez obtíží rozumějí. Tento stav později zaniká v souvislosti s tím, jak mizí pasivní znalost aoristu. Týž vývoj, avšak dříve završený, lze předpokládat i pro imperfektum.
- Aorist je prostý minulý čas, užívaný zvláště v knižním jazyce. V živé řeči se zachovaly pouze aoristové tvary slovesa бъıти jako součást podmiňovacího způsobu.[145] Podle zakončení infinitivního kmene se rozlišují dva základní typy tvoření:[146]

|           |            | zakončení inf. kmene | zakončení inf. kmene |
| souhláska | samohláska |                      |                      |
| --------- | ---------- | -------------------- | -------------------- |
| singulár  | 1. os.     | нєсохъ               | кѹпихъ               |
| singulár  | 2.-3. os.  | нєсє                 | кѹпи                 |
| duál      | 1. os.     | нєсоховѣ             | кѹпиховѣ             |
| duál      | 2.-3. os.  | нєсоста              | кѹписта              |
| plurál    | 1. os.     | нєсохомъ             | кѹпихомъ             |
| plurál    | 2. os.     | нєсостє              | кѹпистє              |
| plurál    | 3. os.     | нєсошѧ               | кѹпишѧ               |
- Imperfektum je prostý minulý čas, užívaný výhradně v knižním jazyce. Vlivem stažení skupiny -ēa- → -'a- došlo k značnému zjednodušení distribuce jeho koncovek. Od této sjednocené skupiny se tak odlišují pouze kmeny s příponou -a- (ve staženém tvaru -aa- → -a-):[147]

|          |           | zakončení inf. kmene | zakončení inf. kmene |
| na -a-   | jiné      |                      |                      |
| -------- | --------- | -------------------- | -------------------- |
| singulár | 1. os.    | зъвахъ               | видѧхъ               |
| singulár | 2.-3. os. | зъвашє               | видѧшє               |
| duál     | 1. os.    | зъваховѣ             | видѧховѣ             |
| duál     | 2.-3. os. | зъваста              | видѧста              |
| plurál   | 1. os.    | зъвахомъ             | видѧхомъ             |
| plurál   | 2. os.    | зъвастє              | видѧстє              |
| plurál   | 3. os.    | зъвахѹ               | видѧхѹ               |
- Perfektum je opisný minulý čas, který původně označoval v současnosti platný stav vzešlý z děje v minulosti. V hovorovém jazyce se z něj stal univerzální tvar minulého času. Tvar perfekta sestává z pomocného slovesa бъıти v přítomném čase, jež se fakticky používá pouze při nevyjádřeném podmětu v 1. a 2. os., a z příčestí perfekta. Zajímavé je, že v původním významu vystupuje perfektum velice zřídka v knižních textech; tam nejčastěji označuje stav minulý, vzešlý z jiného děje v minulosti (tj. pluskvamperfektum).[148]

- Pluskvamperfektum je opisný minulý čas, sestávající z perfekta slovesa бъıти a příčestí perfekta, který původně sloužil k vyjádření předčasnosti v minulosti. V tomto původním významu se používá pouze v knižním jazyce, kde mu konkuruje perfektum. V hovorové řeči pak označuje událost v minulosti jako takovou, bez vazby na přítomnost. Konkrétně se může jednat o události, které se staly včera (a ne dnes), loni (a ne letos), dávno (a ne nyní). Zároveň chybí sémantický element vyjadřující předčasnost vůči jiné události v minulosti.[149]

#### Imperativ
Tvary imperativu se tvoří od prézentního kmene. Příponou -ě-, se tvoří imperativ od sloves I. časování s kmenem zakončeným na tvrdou souhlásku. Přípona -i- se používá u sloves II. časování a sloves I. časování, jejichž kmen je zakončen měkkou souhláskou. Diftongický původ těchto přípon způsobuje změnu kmene zakončeného velárou -k-,-g-,-ch- → -c-,-z-,-s- (např. pomogu → pomozi).
Pro jednotné číslo obvykle existuje jeden společný tvar na -i. Pouze několik málo sloves (zvl. atematických) si zde uchovává zvláštní tvar imperativu na -(ž)ь.
|           |           | I. časování | I. časování | II. časování | atematická sl. |
| tvrdé     | měkké     |             |             | II. časování | atematická sl. |
| --------- | --------- | ----------- | ----------- | ------------ | -------------- |
| singulár¹ | 2.-3. os. | нєси        | пиши        | кѹпи         | ѣжь            |
| duál      | 1. os.    | нєсѣвѣ      | пишивѣ      | кѹпивѣ       | ѣдивѣ          |
| duál      | 2. os.    | нєсѣта      | пишита      | кѹпита       | ѣдита          |
| plurál    | 1. os.    | нєсѣмъ      | пишимъ      | кѹпимъ       | ѣдимъ          |
| plurál    | 2. os.    | нєсѣтє      | пишитє      | кѹпитє       | ѣдитє          |

¹ Koncové -i odpadá od kmenů zakončených na -j- nejpozději počátkem 12. stol. Není-li pod přízvukem, začíná koncem tohoto stol. odpadat i jinde.

#### Participiální tvary
Tvary přechodníků jsou považovány za nesklonné a shodují se s řídícím jménem v čísle a rodě. Koncem raného období však dochází k oslabování shody a v pozdním období zůstává pouze tvar sg. m. pro všechny osoby i čísla.
- Přechodník přítomný je prostředkem k vyjádření současnosti dvou dějů. Tvoří se od prézentního kmene koncovkami -a, -uči, -uče (např. мога, могѹчи, могѹчє), v měkké variantě -ja, -jači, -jače (např. ходѧ, ходѧчи, ходѧчє):

а нъıнѣ водѧ новѹю жєнѹ а мънѣ нє въдасть ничьто жє – „A nyní si bere novou ženu a mně nedá nic.“ [dopis č. 9 – 12. stol.]
- Přechodník minulý slouží k vyjádření předčasnosti jednoho děje před druhým. Tvoří se od infinitivního kmene koncovkami -ъ, -ъši, -ъše (прошьдъ, прошьдъши, прошьдъшє), které mají před samohláskou hiátové -v- (např. бъıвъ, бъıвъши, бъıвъшє):

продавъшє дворъ идитє жє сѣмо – „Prodejte dvůr a pojďte sem.“ [dopis č. 424 – 12. stol.]
- Příčestí činné (perfekta) tvoří nedílnou součást složených minulých časů a kondicionálu. Odvozuje se příponou -l- od infinitivního kmene a shoduje se s podmětem v čísle a rodě (sg. m. пришьлъ, sg. f. пришьла, pl. m. пришьли apod.):

а пришьла єсвѣ оли звонили – „A přišli jsme, když zvonili.“ [dopis č. 605 – 12. stol.]
- Příčestí trpné slouží k tvoření opisného pasiva. Odvozuje se příponou -n- nebo -t- od infinitivního kmene a shoduje se s podmětem v čísle a rodě (např. положєнъ, възѧтъ):

воскѹ кѹплєнъı 3 пи – „Vosku jsou koupeny 3 kapi.“ [dopis č. 439 – 13. stol.]
Od uvedených participiálních tvarů lze tvořit přídavná jména slovesná (např. мога → могѹчии, бъıвъ → бъıвъшии, дѣланъ → дѣланъıи).

## Slovosled

### Přívlastek
Přívlastek může zaujímat postavení jak před řídícím jménem, tak za ním. Vznik případné mnohoznačnosti je přitom výrazně omezen pravidly tzv. opakování předložek, podle nichž se předložka opakuje před všemi shodnými přívlastky, ale nikdy se jí neužívá po přívlastku v kontaktní prepozici před řídícím jménem:
ѹ моєго рода – „u mého příbuzného“ [dopis č. 748 – 12. stol.]
ко посадникѹ ко вьликомѹ – „k velkému posadnikovi“ [dopis č. 831 – 12. stol.]
за оцимомъ за моимъ за смєномъ – „ve vlastnictví mého otčíma Semjona“ [závěť Matfeje Vasiljeviče – 15. stol.]
Výjimku tvoří přivlastňovací a ukazovací zájmena, která mohou stát bez předložky také v kontaktní postpozici. Předložka se zpravidla neopakuje ani před neshodným přívlastkem.

### Příklonky
Často se lze setkat s případy, kdy je slovní spojení roztržené – dovnitř je vklíněno slovo (či skupina slov) na slovním spojení nezávislé. Nejčastější příčina narušení projektivity je spojena s působením Wackernagelova zákona. Mezi první a druhou taktovou skupinu jsou čistě mechanicky vsouvány příklonky bez ohledu na to, zda mezi nimi existuje syntaktická vazba nebo ne:
мънога жє въı лѣта – „Mnohá léta vám!“ [dopis č. 503 – 12. stol.]
свѧтославъ жє ти ѡлговичь нє надоби – „Nepotřebuješ Svjatoslava Olgoviče!“ [Ipaťjevský letopis: Kyjevský letopis, 1151]
Podle zachovávání Wackernagelova zákona lze příklonky rozdělit na dvě skupiny:
- silné – dodržují Wackernagelův zákon i za cenu narušení principu členské sounáležitosti (жє, ли, бо, ти, бъı).
- slabé – odchylky od Wackernagelova zákona jsou poměrně časté (zájmena v dat., zájmena v akuz., prézens slovesa бъıти):

|           | singulár | singulár | duál   | duál   | plurál | plurál | zvratné |
| 1. os.    | 2. os.   | 1. os.   | 2. os. | 1. os. | 2. os. |        | zvratné |
| --------- | -------- | -------- | ------ | ------ | ------ | ------ | ------- |
| nominativ | єсмь     | єси      | єсвѣ   | єста   | єсмъı  | єстє   | —       |
| dativ     | ми       | ти       | на     | ва     | нъı    | въı    | си      |
| akuzativ  | мѧ       | тѧ       | на     | ва     | нъı    | въı    | сѧ      |
Příklonné tvary pro 3. os. byly vytvořeny ze starých akuzativních tvarů zájmena *jь, které rozlišuje rod. Plnopřízvučnou funkci zde přebraly původní tvary genitivu.
V průběhu staletí došlo k vytlačení slabých příklonek plnopřízvučnými tvary. Již v předhistorické době se v částici změnilo zvratné zájmeno си, které je ve své původní funkci doloženo velmi řídce. V brzké době začíná též velmi pozvolný proces připojování zájmena сѧ k řídícímu slovesu, který je však dokončen teprve v 17. stol.
V 11.-12. stol. začaly z jazyka mizet příklonky dativu plurálu a duálu patrně kvůli homonymii s akuzativními tvary. Během 13. stol. zanikají zájmenné příklonky v plurálu a duálu. Od 14.-15. stol. přestávají mít oporu v živém jazyce i příklonná zájmena v singuláru a začínají být vnímána jako knižní prvky. Úplný zánik těchto příklonek nastal v 17. stol. Přibližně ve stejné době vymizely z jazyka také příklonné tvary prézentu slovesa бъıти.

### Roztržené slovní spojení
Projektivita konstrukcí bývá nezřídka narušena i v jiných případech, zvláště ve spojení podstatného jména a jeho upřesnění:
а съıнъ посади новѣгородѣ всѣволода на столѣ – „A syna Vsevoloda dosadil na stolec v Novgorodě.“ [Synodální rukopis: Novgorodský první letopis, 1117]
възєми ѹ тимощє одинѹ на дєсѧтѣ гривьнѹ ѹ въицина шѹрина – „Vezmi od Timošky, Vojcinova švagra, jedenáct hřiven.“ [dopis č. 78 – 12. stol.]
Ani zde se nejedná o anomální jev. Princip projektivity je normou knižního jazyka, zatímco hovorová řeč dává obvykle přednost jinému principu – na začátku hlavní část sdělení, potom upřesnění.

## Slovní zásoba
Podobně jako u všech slovanských jazyků pochází jádro slovní zásoby staré ruštiny z praslovanštiny. Některá její slova si zachovala archaický význam (např. вєжа „obytný vůz, stan“; скотъ „majetek, peníze“).
Objevují se také původní specificky východoslovanská slova (např. бѣлъка, дєвѧносъто, дєшєвъıи, сѣмьѧ) a slova přejatá z jiných jazykových rodin:
| přejaté slovo | význam                   | původ výpůjčky | původ výpůjčky |
| ------------- | ------------------------ | -------------- | -------------- |
| грамота       | psaní, listina           | řecký          | γράμματα       |
| крюкъ         | hák                      | staroseverský  | krókr          |
| ларь          | truhla                   | starošvédský   | lárr           |
| лошадь        | kůň                      | turkický       | alaša          |
| ногата        | nogata (měnová jednotka) | arabský        | naqd           |
| собака        | pes                      | íránský        | *sabāka-       |

V. Kiparskij ve své monografii věnované historii ruské slovní zásoby uvádí, že ruština obsahuje 454 slov z indoevropské epochy, cca 300 z baltoslovanské epochy a 420 z všeslovanské epochy. Další část pak tvoří lexikální výpůjčky z dávných dob – 55 germanismů, cca 20 íránismů a 23 turcismy. Celkem tak, nebereme-li v úvahu odvozená slova, zdědila stará ruština z praslovanštiny přibližně 1270 slov.

## Knižní jazyk

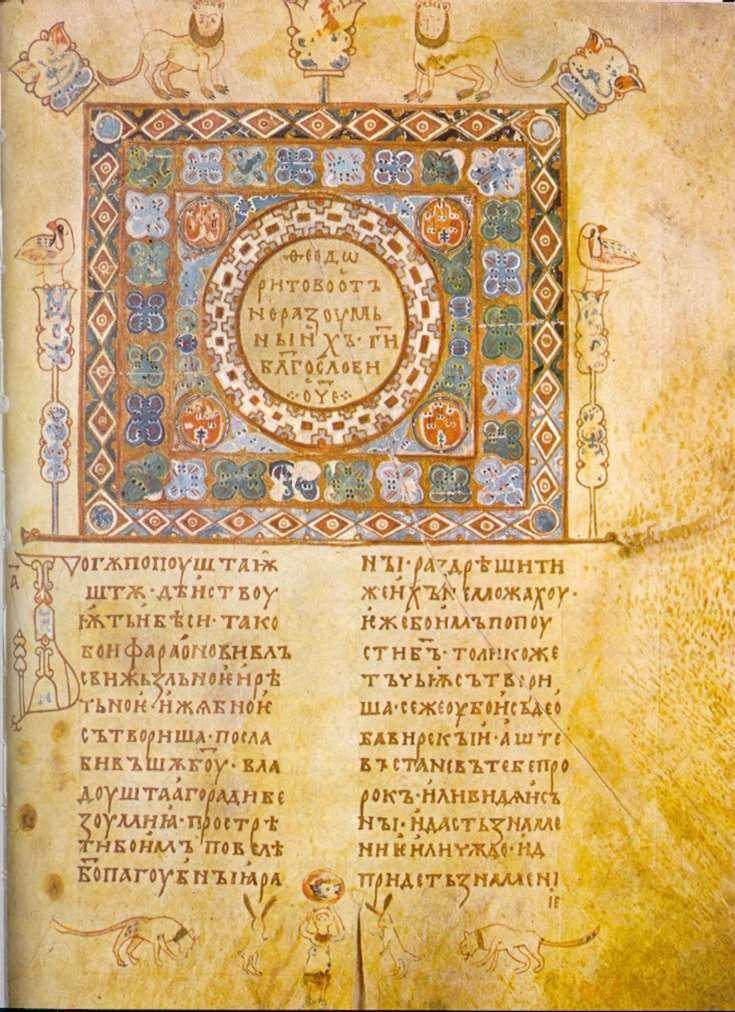
Svjatoslavův sborník (1073)

Přijetí křesťanství roku 988 vedlo k zavedení knižního církevněslovanského jazyka, který se od staré ruštiny v celé řadě znaků lišil:
- mezisouhláskové *or, *ol, *er, *el → ra, la, re, le (csl. глава, страна × strus. голова, сторона)
- počáteční *or-, *ol- → ra-, la- nezávisle na intonaci (csl. расти, лакъть × strus. рости, локъть)
- skupiny *tj. *dj → šť, žd (csl. помощь, вождь × strus. помочь, вожь)
- změna *je → o neproběhla (csl. ѥзєро × strus. озєро)
- pádové koncovky *ę̆ → ja (csl. отъ зємлѧ × strus. отъ зємлѣ)[169]
- používání prostých minulých časů[144]
- zájmeno сѧ za řídícím slovesem[170]

Určit vztah knižního jazyka a mluvených dialektů je často složité, památky ve větší či menší míře obsahují oba elementy. Za velmi blízké hovorové řeči jsou považovány dopisy na březové kůře a přímá řeč světských osob v letopise Kyjevském.

## Vzorový text

### Všeobecná deklarace lidských práv
| starorusky | Вьси сѧ людиѥ родѧть свободьни и ровьни въ чьсти та въ правьдѣ. Одарєни сѫть розоумомь и доушєѭ, и дѣıати имъ къ собѣ ıако мєжю братъı.    |
| česky      | Všichni lidé se rodí svobodní a sobě rovní co do důstojnosti a práv. Jsou nadáni rozumem a svědomím a mají spolu jednat v duchu bratrství. |